# John Manners, 5:e hertig av Rutland
John Henry Manners, 5:e hertig av Rutland, född den 4 januari 1778, död den 20 januari 1857 på Belvoir Castle, Leicestershire, var en brittisk ädling, son till Charles Manners, 4:e hertig av Rutland och lady Mary Isabel Somerset. 
Han utbildades vid de gängse skolorna men gjorde sedan en tämligen blygsam karriär, den mest prominenta titeln han fick var utnämningen till lordlöjtnant över Leicestershire (1799–1857). Han blev mest känd som storgodsägare med ett brinnande intresse för hästavel och hästsport, bland annat vann hans häst Epsom Derby 1828. 
Han gifte sig 1799 med lady Elizabeth Howard (1780–1825), dotter till Frederick Howard, 5:e earl av Carlisle. De fick 9 barn, däribland:
- Lady Catherine Isabella Manners (1809–1848), gift med Frederick Hervey, 2:e markis av Bristol
- George John Frederick Manners (1813–1814)
- Charles Manners, 6:e hertig av Rutland (1815–1888)
- John Manners, 7:e hertig av Rutland (1818–1906)
- Lord George John Manners (1820–1874), gift med Adeliza Mathilda Fitzalan-Howard, dotter till Henry Charles Howard, 13:e hertig av Norfolk.